# Championnat de Finlande de hockey sur glace 1982-1983
Saison précédente Saison suivante
La saison 1982-1983 est la huitième saison de la SM-Liiga.
Le Jokerit Helsinki gagne la saison régulière mais est battu en finale des séries par le HIFK.

## SM-liiga

### Déroulement
La saison régulière est disputée entre dix équipes qui jouent chacune 36 matchs soit quatre confrontations directes avec chacune des autres équipes, deux à domicile et deux à l'extérieur.
À l'issue de la saison, les meilleures équipes sont qualifiées pour les séries éliminatoires. Les deux premières équipes de la saison régulière sont qualifiées directement pour les demi-finales, les équipes classées de la troisième à la sixième place jouent des quarts de finale.
Les deux dernières équipes du classement disputent un barrage de relégation contre les meilleures équipes de 1.Divisoona.

### Saison régulière

#### Classement
|    | Équipe              | PJ | V  | N | D  | BP  | BC  | Diff | Pts |
| -- | ------------------- | -- | -- | - | -- | --- | --- | ---- | --- |
| 1  | Jokerit Helsinki    | 36 | 27 | 1 | 8  | 193 | 119 | +74  | 55  |
| 2  | HIFK                | 36 | 22 | 6 | 8  | 180 | 128 | +52  | '50 |
| 3  | Ilves Tampere       | 36 | 21 | 3 | 12 | 179 | 146 | +33  | 45  |
| 4  | TPS Turku           | 36 | 18 | 5 | 13 | 145 | 131 | +14  | 38  |
| 5  | Tappara Tampere     | 36 | 18 | 4 | 14 | 170 | 139 | +31  | 40  |
| 6  | SaiPa Lappeenranta  | 36 | 16 | 5 | 15 | 150 | 153 | -3   | 37  |
| 7  | Ässät Pori          | 36 | 11 | 8 | 17 | 160 | 149 | +11  | 30  |
| 8  | Kärpät Oulu         | 36 | 10 | 3 | 23 | 150 | 181 | -31  | 23  |
| 9  | Kiekko-Reipas Lahti | 36 | 10 | 3 | 23 | 150 | 205 | -55  | 23  |
| 10 | Lukko Rauma         | 36 | 6  | 4 | 26 | 121 | 247 | -126 | 16  |

Le Kiekko-Reipas Lahti se maintient alors que le Lukko Rauma est battu en barrages par le HPK Hämeenlinna qui prend sa place en SM-liiga pour la saison suivante.

#### Meilleurs pointeurs
Cette section présente les meilleurs pointeurs de la saison régulière.
| # | Joueur          | Équipe              | PJ | B  | A  | Pts |
| - | --------------- | ------------------- | -- | -- | -- | --- |
| 1 | Matti Hagman    | HIFK                | 36 | 23 | 41 | 64  |
| 2 | Raimo Summanen  | Ilves Tampere       | 36 | 45 | 15 | 60  |
| 3 | Erkki Laine     | Kiekko-Reipas Lahti | 36 | 41 | 15 | 56  |
| 4 | Arto Javanainen | Ässät Pori          | 36 | 28 | 23 | 51  |
| 5 | Risto Jalo      | Ilves Tampere       | 33 | 14 | 36 | 50  |

### Séries éliminatoires
Les quarts de finale se jouent au meilleur des trois rencontres, les demi-finales et la finale en cinq matchs. Le match pour la troisième place se joue au meilleur des trois matchs.

#### Tableau final
|  | Quarts de finale   | Quarts de finale |                  |   | Demi-finales    | Demi-finales |  |  | Finale | Finale |
|  |                    |                  |                  |   |                 |              |  |  |        |        |
|  |                    |                  |                  |   |                 |              |  |  |        |        |
|  |                    |                  |                  |   |                 |              |  |  |        |        |
|  | TPS Turku          | 1                |                  |   |                 |              |  |  |        |        |
|  | TPS Turku          | 1                |                  |   |                 |              |  |  |        |        |
|  | Tappara Tampere    | 2                |                  |   |                 |              |  |  |        |        |
|  | Tappara Tampere    | 2                | Jokerit Helsinki | 3 |                 |              |  |  |        |        |
|  |                    |                  | Jokerit Helsinki | 3 |                 |              |  |  |        |        |
|  |                    |                  | Tappara Tampere  | 0 |                 |              |  |  |        |        |
|  |                    |                  | Tappara Tampere  | 0 |                 |              |  |  |        |        |
|  |                    |                  |                  |   |                 |              |  |  |        |        |
|  |                    |                  |                  |   |                 |              |  |  |        |        |
|  | Jokerit Helsinki   | 2                |                  |   |                 |              |  |  |        |        |
|  | Jokerit Helsinki   | 2                |                  |   |                 |              |  |  |        |        |
|  |                    | HIFK             | 3                |   |                 |              |  |  |        |        |
|  | Ilves Tampere      | HIFK             | 3                | 2 |                 |              |  |  |        |        |
|  | Ilves Tampere      |                  |                  | 2 |                 |              |  |  |        |        |
|  | SaiPa Lappeenranta | 1                |                  |   |                 |              |  |  |        |        |
|  | SaiPa Lappeenranta | 1                | HIFK             | 3 |                 |              |  |  |        |        |
|  |                    |                  | HIFK             | 3 | Troisième place |              |  |  |        |        |
|  |                    |                  | Ilves Tampere    | 1 |                 |              |  |  |        |        |
|  | Ilves Tampere      | 2                | Ilves Tampere    | 1 |                 |              |  |  |        |        |
|  | Ilves Tampere      | 2                |                  |   |                 |              |  |  |        |        |
|  | Tappara Tampere    | 0                |                  |   |                 |              |  |  |        |        |
|  | Tappara Tampere    | 0                |                  |   |                 |              |  |  |        |        |
|  |                    |                  |                  |   |                 |              |  |  |        |        |

#### Détail des scores
Quarts de finale
| Équipe          | Score | Équipe          | Note |
| --------------- | ----- | --------------- | ---- |
| TPS Turku       | 2-7   | Tappara Tampere |      |
| Tappara Tampere | 5-9   | TPS Turku       |      |
| TPS Turku       | 2-3   | Tappara Tampere |      |

| Équipe             | Score | Équipe             | Note |
| ------------------ | ----- | ------------------ | ---- |
| Ilves Tampere      | 4-1   | SaiPa Lappeenranta |      |
| SaiPa Lappeenranta | 2-3   | Ilves Tampere      |      |

Demi-finales
| Équipe           | Score | Équipe           | Note |
| ---------------- | ----- | ---------------- | ---- |
| Jokerit Helsinki | 4-3   | Tappara Tampere  |      |
| Tappara Tampere  | 1-3   | Jokerit Helsinki |      |
| Jokerit Helsinki | 5-4   | Tappara Tampere  |      |

| Équipe        | Score | Équipe        | Note               |
| ------------- | ----- | ------------- | ------------------ |
| HIFK          | 8-1   | Ilves Tampere |                    |
| Ilves Tampere | 7-1   | HIFK          |                    |
| HIFK          | 6-2   | Ilves Tampere |                    |
| Ilves Tampere | 2-3   | HIFK          | Après prolongation |

Match pour la troisième place
| Équipe          | Score | Équipe          | Note |
| --------------- | ----- | --------------- | ---- |
| Ilves Tampere   | 5-3   | Tappara Tampere |      |
| Tappara Tampere | 5-8   | Ilves Tampere   |      |

Finale
| Équipe           | Score | Équipe           | Note               |
| ---------------- | ----- | ---------------- | ------------------ |
| Jokerit Helsinki | 4-3   | HIFK             | Après prolongation |
| HIFK             | 4-7   | Jokerit Helsinki |                    |
| Jokerit Helsinki | 5-6'  | HIFK             |                    |
| HIFK             | 5-2   | Jokerit Helsinki |                    |
| Jokerit Helsinki | 2-3'  | HIFK             |                    |

### Trophées et récompenses
| Kanada-malja : Champion de Finlande             | HIFK                                  |
| Trophée Kalevi-Numminen : Meilleur entraîneur   | Reijo Ruotsalainen (Jokerit Helsinki) |
| Trophée Jarmo-Wasama : Meilleur joueur recrue   | Jukka Tammi (Ilves Tampere)           |
| Trophée Matti-Keinonen : Meilleur ratio +/-     | Carey Wilson (HIFK)                   |
| Trophée Raimo-Kilpiö : Joueur le plus fair-play | Risto Jalo (Ilves Tampere)            |
| Trophée Urpo-Ylönen : Meilleur gardien de but   | Rauli Sohlman (Jokerit Helsinki)      |
| Trophée Pekka-Rautakallio : Meilleur défenseur  | Nikolaï Makarov (Jokerit Helsinki)    |
| Trophée Aarne-Honkavaara : Meilleur buteur      | Raimo Summanen (Ilves Tampere)        |
| Trophée Veli-Pekka-Ketola : Meilleur pointeur   | Matti Hagman (HIFK)                   |

## 1.Divisoona
|    | Équipe           | PJ | V  | N | D  | BP  | BC  | Diff | Pts |
| -- | ---------------- | -- | -- | - | -- | --- | --- | ---- | --- |
| 1  | HPK Hämeenlinna  | 36 | 25 | 0 | 11 | 225 | 141 | +84  | 50  |
| 2  | JoKP Joensuu     | 36 | 23 | 3 | 10 | 184 | 121 | +63  | 49  |
| 3  | KooKoo Kouvola   | 36 | 16 | 8 | 12 | 167 | 142 | +25  | 40  |
| 4  | JYP Jyväskylä    | 36 | 18 | 3 | 15 | 150 | 167 | -17  | 39  |
| 5  | KooVee Tampere   | 36 | 17 | 2 | 17 | 163 | 159 | +4   | 36  |
| 6  | KalPa Kuopio     | 36 | 17 | 2 | 17 | 146 | 149 | -3   | 36  |
| 7  | Sport Vaasa      | 36 | 15 | 3 | 18 | 165 | 156 | +9   | 33  |
| 8  | FoPS Forssa      | 36 | 14 | 2 | 20 | 178 | 205 | -27  | 30  |
| 9  | Ketterä Imatra   | 36 | 14 | 1 | 21 | 151 | 178 | -27  | 29  |
| 10 | SaPKo Savonlinna | 36 | 7  | 4 | 25 | 121 | 232 | -111 | 18  |